# 浅野翔吾
浅野 翔吾（あさの しょうご、2004年11月24日 - ）は、香川県高松市出身のプロ野球選手（外野手）。右投右打。読売ジャイアンツ所属。

## 経歴

### プロ入り前
徳島県生まれ。徳島商OBであった父の転勤により隣の香川県に移り住んだ。高松市立屋島小学校3年生の時に野球を始め、高松市立屋島中学校では軟式野球部に所属。3年時は全日本少年軟式野球大会に四国代表として出場しベスト8まで勝ち進むと、U-15アジア野球選手権大会の日本代表に選出された。
四国のみならず関西地区の私立強豪校から声を掛けられるが、地元の香川県立高松商業高等学校に進学し、1年夏の独自大会からレギュラーに定着。2年夏は第103回全国高等学校野球選手権大会に出場し、「2番・右翼手」でベスト16に進出。智弁和歌山との3回戦で本塁打を放った。同年秋から主将に就任し、冬には苦手としていた変化球対策のため、長尾健司監督の提案でスイッチヒッターに転向。新たに習得した左打席で放った本塁打は、指導に訪れたイチローからも絶賛された。3年夏の第104回全国高等学校野球選手権大会に出場し、「1番・中堅手」として打率.700（10打数7安打）、3本塁打、6打点、5四死球、2盗塁の活躍でベスト8進出に貢献。佐久長聖との初戦（2回戦）で2本塁打を記録し、清原和博の高校通算本塁打（64本）を上回った。近江との準々決勝でものちに西武へ入団する山田陽翔からバックスクリーンに飛び込む本塁打を放った。同大会は全て右打席で臨んだ。大会後、WBSC U-18ワールドカップの日本代表に選出され、メキシコ戦で高校通算68号本塁打を記録した。
2022年9月8日、プロ志望届を提出し、2022年のプロ野球ドラフト会議において読売ジャイアンツ（以下、巨人）と阪神タイガースから1巡目指名を受け、抽選の末巨人が交渉権を獲得。球団史上初めて高校生外野手でドラフト1位指名を受けた選手となった。11月14日に契約金1億円、出来高5000万円、年俸1200万円で仮契約した（金額は推定）。イチローの臨時指導を受けた縁もあり、本人の希望により背番号はイチローの現役時代の背番号でもある51に決まった。担当スカウトは岸敬祐。

### 巨人時代
2023年は、土台作り重視のため春季キャンプから二軍からスタートとなり、シーズン開幕後は4月30日、イースタン・リーグの北海道日本ハムファイターズ戦（ファイターズ鎌ケ谷スタジアム）で、上原健太から公式戦初本塁打を放った。7月8日の中日ドラゴンズ戦では代打で初の一軍公式戦出場を果たす（結果は三振）。8月11日の横浜DeNAベイスターズ戦でプロ入り初の先発出場を果たすと、第2打席で東克樹からプロ入り初安打を放った。8月18日の広島東洋カープ戦第2打席で森翔平からプロ入り初本塁打を放った。巨人の高卒新人での本塁打は2015年の岡本和真以来8年ぶり、球団史上7人目となった。最終的に高卒1年目ながら一軍公式戦24試合に出場し、打率.250、1本塁打、2打点を記録。イースタン・リーグ公式戦には77試合出場して打率.262、7本塁打、27打点、6盗塁の成績を残した。シーズン終了後はみやざきフェニックス・リーグに参加していたものの、腰の張りで途中離脱し、秋季キャンプのメンバーからも外れた。11月8日に30万円増の推定年俸1230万円で契約を更改した。更改を終えた会見の席で、離脱原因となった腰の張りが持病であるヘルニアの再発であることを明かした。
2024年、春季キャンプは前年のヘルニアの影響で故障班スタートであったが、3月29日に2008年の坂本勇人以来となる高卒2年目での開幕一軍入りが決定。しかし、3試合の出場で9打数無安打と結果を残せず、4月8日に登録を抹消された。その後長らく二軍生活が続いていたが、8月にファームでの月間成績が打率.462、1本塁打、6打点と好調であることに加え、エリエ・ヘルナンデスの負傷による抹消に伴い入れ替わりになる形で8月12日に再び一軍に登録され、8月14日の阪神タイガース戦で及川雅貴から今シーズン初安打で自身初となる満塁本塁打を放った。10代での満塁本塁打は、巨人では2008年の坂本勇人以来16年ぶり2人目。特に8月は打率.348、3本塁打、11打点と好調で、その後は右翼手のレギュラーに定着し、最終的に打率.240、3本塁打、18打点という成績を残した。オフに570万円増の推定年俸1800万円で契約を更改した。
2025年は開幕から不振を極め、イースタン・リーグでも20試合の出場で打率.091と全く振るわず、4月25日に三軍に降格した。三軍戦では7試合の出場で打率.480、2本塁打、13打点の成績を残し、5月6日に二軍に再昇格すると、7日の二軍の横浜DeNAベイスターズ戦で本塁打を放った。この本塁打を放った直後に急遽一軍昇格を告げられ、そのまま一軍の試合が行われる東京ドームに移動した。同日の阪神タイガース戦では代打で出場して見逃し三振に終わったが、同年初の先発出場となった5月10日の東京ヤクルトスワローズ戦では8回に小澤怜史から決勝打となるソロ本塁打、11日の同カードでは吉村貢司郎からソロ本塁打を放ち、2試合連続本塁打を放つ活躍を見せた。昇格後は19試合に出場して打率.182、2本塁打という成績であったが、6月5日の千葉ロッテマリーンズ戦（ZOZOマリンスタジアム）にて種市篤暉から右手に死球を受けて途中交代し、右尺骨茎状突起不全骨折と診断された。そのため、翌日出場選手登録を抹消された。

## 選手としての特徴
身長171cmと上背は無いものの、胸囲110cmのガッチリとした体格で、遠投110m、50m5秒9を記録する高い身体能力と、高校通算68本塁打を記録するなどパワーを兼ね備える。選球眼の良さと3年夏の甲子園では左翼・中堅・右翼の三方向にそれぞれ本塁打を放つなど、広角に強い打球を飛ばせる打撃技術を持つ。

## 人物
貫禄ある風貌から高校時代の愛称は「おっさん」であり、プロ入り後も使われている。常に明るい性格で周りから愛される人柄と評される。
「同期入団」となった巨人女子の真砂寧々とは小学生の頃から家族同士の交流があり、彼女の通っていた小豆島中学校との練習試合では対戦経験もある（真砂が投手・浅野が打者でカーブを左越本塁打）。

## 詳細情報

### 年度別打撃成績
| 年 度     | 球 団     | 試 合 | 打 席 | 打 数 | 得 点 | 安 打 | 二 塁 打 | 三 塁 打 | 本 塁 打 | 塁 打 | 打 点 | 盗 塁 | 盗 塁 死 | 犠 打 | 犠 飛 | 四 球 | 敬 遠 | 死 球 | 三 振 | 併 殺 打 | 打 率 | 出 塁 率 | 長 打 率 | O P S |
| --------- | --------- | ----- | ----- | ----- | ----- | ----- | -------- | -------- | -------- | ----- | ----- | ----- | -------- | ----- | ----- | ----- | ----- | ----- | ----- | -------- | ----- | -------- | -------- | ----- |
| 2023      | 巨人      | 24    | 41    | 40    | 2     | 10    | 1        | 0        | 1        | 14    | 2     | 0     | 2        | 0     | 0     | 1     | 0     | 0     | 14    | 0        | .250  | .268     | .350     | .618  |
| 2024      | 巨人      | 40    | 158   | 146   | 18    | 35    | 11       | 2        | 3        | 59    | 18    | 1     | 0        | 2     | 1     | 7     | 1     | 2     | 27    | 2        | .240  | .282     | .404     | .686  |
| 通算：2年 | 通算：2年 | 64    | 199   | 186   | 20    | 45    | 12       | 2        | 4        | 73    | 20    | 1     | 2        | 2     | 1     | 8     | 1     | 2     | 41    | 2        | .242  | .279     | .393     | .672  |

- 2024年度シーズン終了時

### 年度別守備成績
| 年 度 | 球 団 | 外野  | 外野  | 外野  | 外野  | 外野  | 外野     |
| 年 度 | 球 団 | 試 合 | 刺 殺 | 補 殺 | 失 策 | 併 殺 | 守 備 率 |
| ----- | ----- | ----- | ----- | ----- | ----- | ----- | -------- |
| 2023  | 巨人  | 16    | 16    | 0     | 0     | 0     | 1.000    |
| 2024  | 巨人  | 40    | 54    | 1     | 3     | 0     | .948     |
| 通算  | 通算  | 56    | 70    | 1     | 3     | 0     | .959     |

- 2024年度シーズン終了時

### 表彰
- 第55回・令和4年度 日本学生野球協会表彰
- 第62回（2022年）四国新聞スポーツ賞[47]
- 第29回香川スポーツ賞（高松運動記者クラブ選定）
- 令和4年度香川県スポーツ栄光賞

### 記録
初記録
- 初出場・初打席：2023年7月8日、対横浜DeNAベイスターズ12回戦（東京ドーム）、6回裏に梶谷隆幸の代打で出場、田中健二朗から空振り三振[48]
- 初先発出場：2023年8月11日、対横浜DeNAベイスターズ16回戦（東京ドーム）、「8番・右翼手」で先発出場[19]
- 初安打：同上、5回裏に東克樹から左前安打[20]
- 初打点・初本塁打：2023年8月18日、対広島東洋カープ19回戦（MAZDA Zoom-Zoom スタジアム広島）、5回表に森翔平から左越2ラン[49]
- 初盗塁：2024年9月3日、対東京ヤクルトスワローズ20回戦（京セラドーム大阪）、3回裏に二盗（投手：ミゲル・ヤフーレ、捕手：中村悠平）[50]
- 初犠打：2024年9月16日、対中日ドラゴンズ24回戦（東京ドーム）、6回裏に松木平優太から三犠打[51]

### 背番号
- 51（2023年[14] - ）

### 代表歴
- 第10回 U-15アジア野球選手権大会 日本代表
- 2022 WBSC U-18ワールドカップ 日本代表